# النص التنبؤي
النص التنبؤي تقنية ادخال مستخدمة إذ يمثل مفتاح أو زر واحد العديد من الأحرف، مثل لوحات المفاتيح الرقمية للهواتف المحمولة وتقنيات إمكانية الوصول. ينتج عن كل ضغطة مفتاح توقع بدلاً من التسلسل المتكرر عبر نفس مجموعة «الأحرف» التي يمثلها، بالترتيب الثابت نفسه. يمكن أن يسمح النص التنبؤي بإدخال كلمة كاملة بضغطة مفتاح واحدة. يستخدم النص التنبؤي استخدامًا فعالاً لعدد أقل من مفاتيح الجهاز لإدخال الكتابة في رسالة نصية أو بريد إلكتروني أو دفتر عناوين أو تقويم، وما شابه ذلك.
أكثر أنظمة النصوص التنبؤية العامة والأكثر استخدامًا هي T9, iTap, eZiText, LetterWise/WordWise. وهناك العديد من الطرق لبناء جهاز يتنبأ بالنص ولكن جميع أنظمة النص التنبؤي بها إعدادات لغوية أولية تقدم تنبؤات يُعاد ترتيبها حسب الأولوية للتكيف مع كل مستخدم. يتكيف هذا التعلم، عن طريق ذاكرة الجهاز، مع ملاحظات المستخدم الواضحة التي ينتج عنها ضغطات مفاتيح تصحيحية، مثل الضغط على مفتاح «التالي» للوصول إلى الهدف. تحتوي معظم أنظمة النص التنبؤي على قاعدة بيانات مستخدم لتسهيل هذه العملية.
نظريًا، عدد ضغطات المفاتيح المطلوبة لكل حرف مرغوب في الكتابة النهائية، في المتوسط، يمكن مقارنته باستخدام لوحة المفاتيح. هذا صحيح تقريبًا بشرط أن تكون جميع الكلمات المستخدمة موجودة في قاعدة البيانات الخاصة به، ويجري تجاهل علامات الترقيم، ولا تُرتكب أخطاء في الكتابة أو التهجئة. ضغطات المفاتيح النظرية لكل حرف والنقرات المتعددة هي KSPC=1.00, KSPC=2.03. يُعد نظام ليتر وايس من إيتونيس هجينًا تنبؤيًا متعدد النقرات، والذي يحقق عند التشغيل على لوحة مفاتيح الهاتف القياسية KSPC=1.15 للغة الإنجليزية.
يتضمن اختيار أي نظام نص تنبؤي النظام الأفضل للاستخدام الذي يطابق نمط واجهة المستخدم المفضل، ومستوى قدرة المستخدم على التعلم لتشغيل برامج النص التنبؤي، وهدف كفاءة المستخدم. هناك مستويات مختلفة من المخاطر في أنظمة النص التنبئي، مقابل أنظمة النقر المتعدد، لأن النص المتوقع المكتوب تلقائيًا والذي يوفر السرعة والكفاءة الميكانيكية -إذا لم يكن المستخدم حريصًا على المراجعة- يمكن أن يؤدي إلى نقل معلومات مضللة. تستغرق أنظمة النص التنبئي وقتًا لتتعلم كيفية استخدامها بشكل جيد، وبشكل عام، يحتوي نظام الجهاز على خيارات المستخدم لإعداد خيار النقر المتعدد أو أي واحدة من عدة مدارس لطرق النص التنبؤي.

## خلفية
تتيح خدمة الرسائل القصيرة لمستخدم الهاتف المحمول إرسال رسائل نصية (تسمى أيضًا الرسائل والرسائل النصية القصيرة والنصوص) كرسالة قصيرة. يشار إلى النظام الأكثر شيوعًا لإدخال النصوص باسم (النقر المتعدد). باستخدام النقر المتعدد، يُضغط على أحد المفاتيح عدة مرات للوصول إلى قائمة الأحرف الموجودة على هذا المفتاح. على سبيل المثال، يؤدي الضغط على المفتاح 2 لمرة واحدة إلى عرض الحرف «أ»، وعرض الحرف «ب» عند الضغط مرتين وعرضه «ت» عند الضغط ثلاث مرات. لإدخال حرفين متتاليين على المفتاح نفسه، يجب على المستخدم إما التوقف مؤقتًا أو الضغط على زر «التالي». يمكن للمستخدم الكتابة بالضغط على لوحة المفاتيح الأبجدية الرقمية دون النظر إلى شاشة الجهاز الإلكترونية. وبالتالي، النقر سهل الفهم، ويمكن استخدامه بدون أي ملاحظات مرئية. ومع ذلك، فإن النقر المتعدد ليس فعالاً للغاية، فقد يتطلب الكثير من ضغطات المفاتيح لإدخال حرف واحد.
في الإدخال المثالي للنص التنبؤي، تكون جميع الكلمات المستخدمة في القاموس، ويجري تجاهل علامات الترقيم، ولا توجد أخطاء إملائية، ولا توجد أخطاء كتابية أيضًا. يتضمن القاموس المثالي جميع اللغات العامية وأسماء العلم والاختصارات والكلمات الأجنبية وغيرها من الكلمات الفريدة للمستخدم. يمنح هذا الظرف المثالي برنامج النص التنبؤي تقليل عدد ضربات المفاتيح التي يطلبها المستخدم لإدخال كلمة. يضغط المستخدم على الرقم المقابل لكل حرف، وطالما كانت الكلمة موجودة في قاموس النص التنبؤي، أو جرى توضيحها بشكل صحيح بواسطة أنظمة غير معجمية، فستظهر. على سبيل المثال، الضغط على "4663" عادة ما يجري تفسيره على أنه كلمة خير، بشرط أن تكون قاعدة البيانات اللغوية باللغة الإنجليزية قيد الاستخدام حاليًا، على الرغم من أن البدائل مثل المنزل والغطاء والحافر هي أيضًا تفسيرات صحيحة لتسلسل ضربات المفاتيح.
أكثر أنظمة النص التنبئي استخدامًا Tegic's T9, Motorola's iTap, Eatoni Ergonomics' LetterWise, WordWise.

## التاريخ
تضمنت مفاتيح التشغيل الخاصة بالآلة الكاتبة الصينية التي أنشأها لاين في الأربعينيات اقتراحات للأحرف التي تلي الحرف المختار، رتب أحد العمال الحروف الصينية في مجموعات ترابطية تُعد مقدمة لإدخال النص التنبؤي الحديث، وكسر سجلات السرعة من خلال القيام بذلك. عُرف الإدخال التنبؤي للنص من لوحة مفاتيح الهاتف على الأقل منذ السبعينيات (سميث وجودوي).
استُخدم النص التنبؤي بشكل أساسي للبحث عن الأسماء في الدلائل عبر الهاتف، حتى أصبحت الرسائل النصية للهاتف المحمول منتشرة على نطاق واسع.